# 9 aprilie
ianuarie • februarie • martie  • aprilie  • mai  • iunie  • iulie  • august  • septembrie  • octombrie  • noiembrie  • decembrie
9 aprilie este a 99-a zi a calendarului gregorian și ziua a 100-a în anii bisecți. Mai sunt 266 de zile până la sfârșitul anului.

## Evenimente

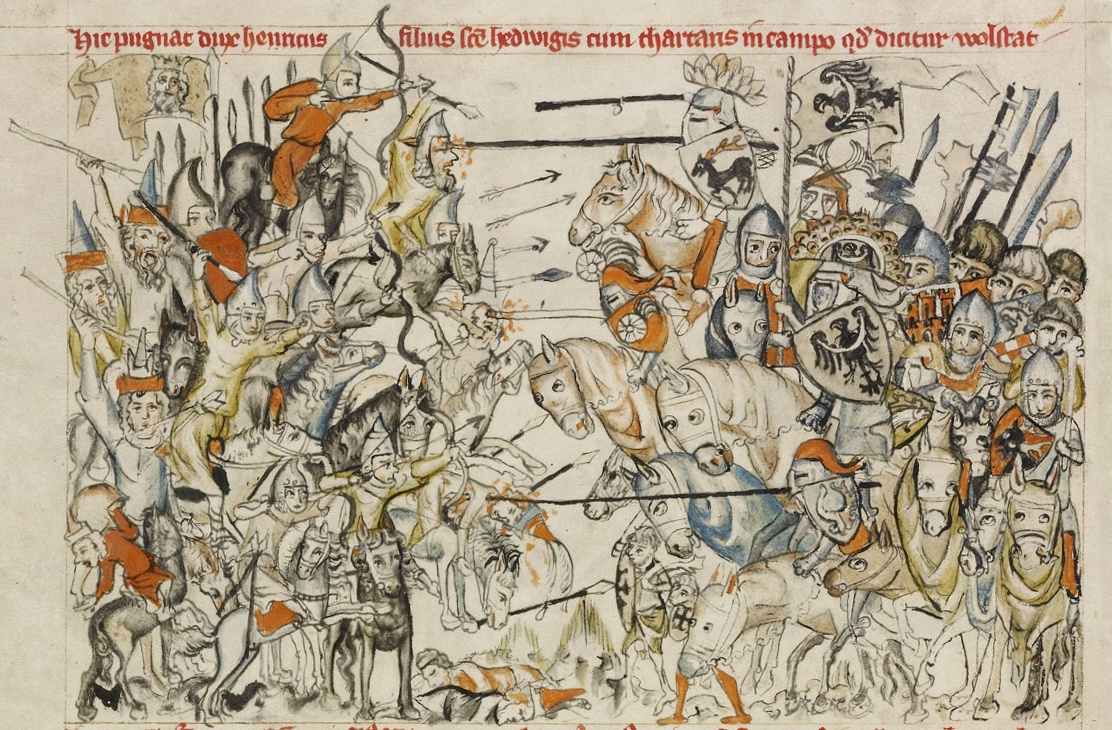
1241: Forțele mongole conduse de Baidar, Kadan și Orda Han, înfrâng armata coaliției germano-polono-cehe în bătălia de la Liegnitz. În ciuda victoriei, mongolii nu avansează mai departe în Europa.

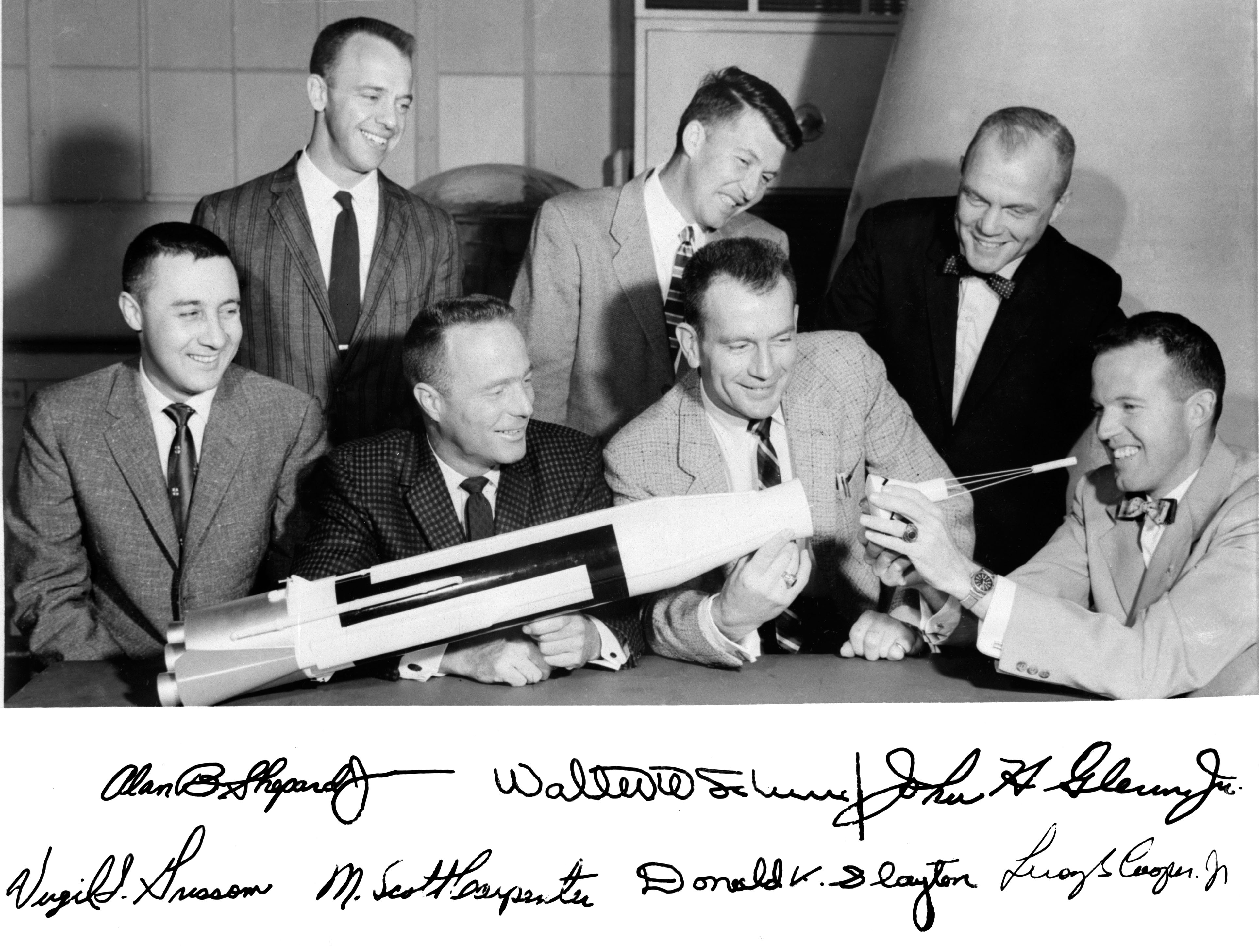
1959: NASA a anunțat oficial terminarea selecției pentru primii astronauți. Printre ei, Alan Shepard – cel de-al cincilea om care a pășit pe Lună și John Glenn – primul american care a orbitat vreodată în jurul Pământului.

- 0193: Septimius Severus este proclamat împărat roman de către armată.
- 1241: Forțele mongole conduse de Baidar, Kadan și Orda Han, înfrâng armata coaliției germano-polono-cehe în bătălia de la Liegnitz. În ciuda victoriei, mongolii nu avansează mai departe în Europa.
- 1413: Henric al V-lea este încoronat rege al Angliei. Va ocupa tronul timp de nouă ani, domnia fiindu-i marcată de victoria de la Azincourt asupra francezilor, în timpul Războiului de 100 de ani.
- 1609: Războiul de optzeci de ani: Spania și Republica Olandeză semnează Tratatul de la Anvers pentru a iniția doisprezece ani de armistițiu.
- 1682: Robert Cavalier de la Salle descoperă gura râului Mississippi, o revendică pentru Franța și o numește Louisiana.
- 1850: La Teatrul Național din Iași a avut loc premiera comediei „Coana Chirița sau Două fete și–o neneacă", de Vasile Alecsandri.
- 1860: Un fonautograf construit de Édouard-Léon Scott de Martinville reușește să facă o înregistrare sonoră, care este acum cea mai veche înregistrare sonoră cunoscută.
- 1865: Războiul Civil American: Generalul Robert E. Lee predă armata Virginiei de Nord  (26.765 trupe) generalului Ulysses S. Grant la Appomattox Courthouse, Virginia, fapt care duce la sfârșitul războiului început la 12 aprilie 1861.
- 1867: Senatul Statelor Unite aprobă Achiziția teritoriului Alaska de la Imperiul Rus pentru 7,2 milioane de dolari.
- 1882: Elefantul Jumbo, atracția anterioară a Grădinii Zoologice din Londra, ajunge în Statele Unite după ce a fost vândut antreprenorul american Phineas Taylor Barnum pentru suma de 10.000 de dolari americani. La New York a fost organizată o paradă de amploare, care consta în defilarea de-a lungul Broadway-ului spre hipodromul Madison Square Garden, cu acompaniamentul muzical a trei fanfare. Jumbo a fost transportat pe o platformă specială trasă de 16 cai și împinsă de doi elefanți.[1][2][3]

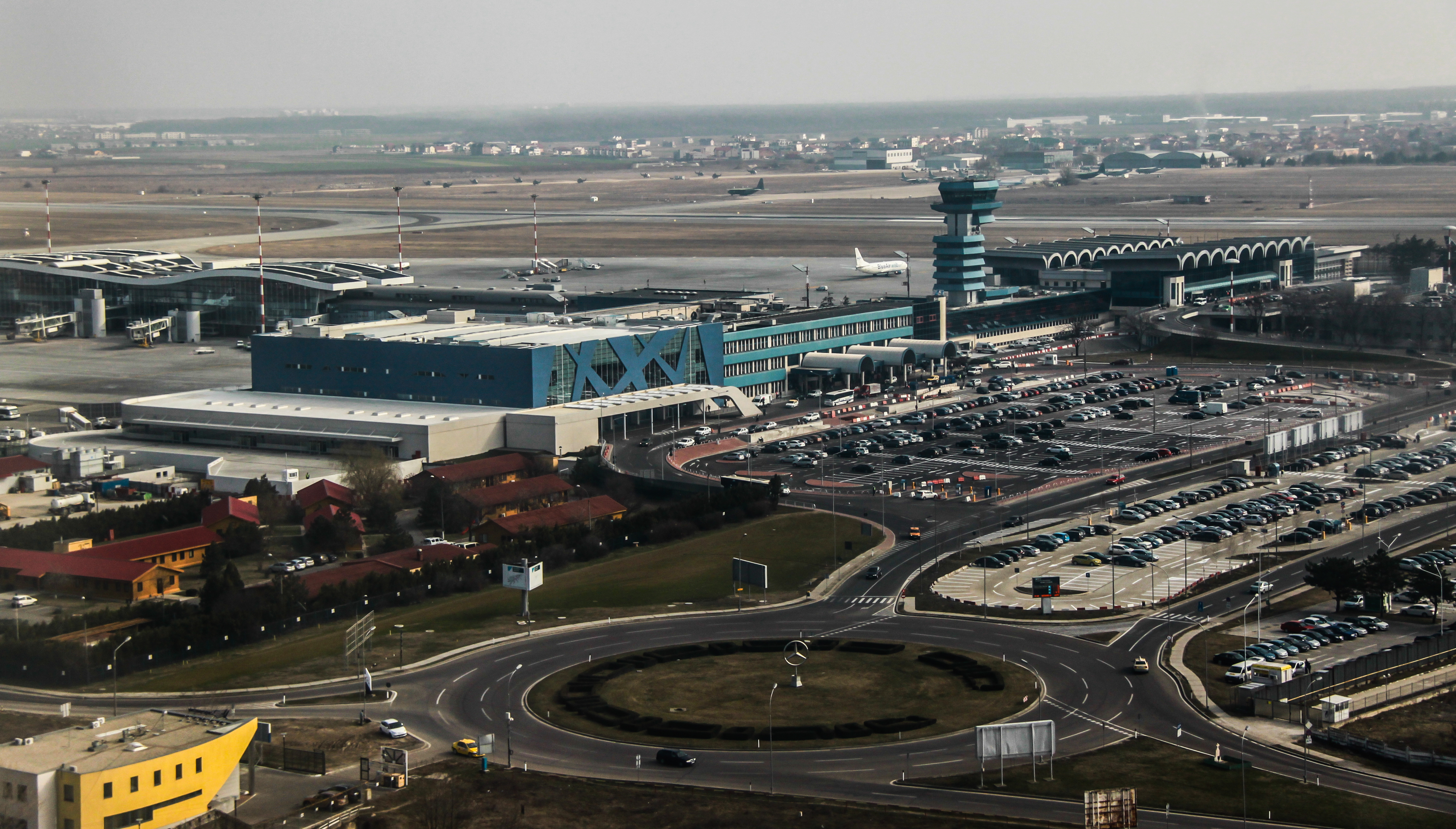
1970: A fost inaugurat Aeroportul Internațional București–Otopeni.

- 1914: La Holborn Empire, Londra, a avut loc premiera primului film artistic color din lume – „The World, the Flesh and the Devil".
- 1916: Primul Război Mondial: Bătălia de la Verdun: forțele germane lansează a treia ofensivă a bătăliei.
- 1940: Al Doilea Război Mondial: Operațiunea Weserübung: Germania invadează Danemarca și Norvegia.
- 1948: Masacrul de la Deir Yassin.
- 1957: Canalul Suez din Egipt este curățat și se deschide pentru transportul maritim după Criza Suezului.
- 1959: NASA a anunțat oficial terminarea selecției pentru primii astronauți. Printre ei, Alan Shepard - cel de-al cincilea om care a pășit pe Lună și John Glenn - primul american care a orbitat vreodată în jurul Pământului.
- 1970: A fost inaugurat Aeroportul Internațional București–Otopeni.
- 1974: A fost inaugurat Stadionul Steaua.
- 1991: Georgia își declară independența față de Uniunea Sovietică.
- 1999: Președintele Boris Elțin cere Occidentului să nu împingă Rusia spre o implicare în conflictul iugoslav, pentru că acest lucru ar însemna declanșarea unui război european sau chiar mondial.
- 2002: La Westminster Abbey au loc funeraliile reginei mamă Elizabeth a Marii Britanii.
- 2004: A fost răsturnată cea mai importantă statuie a fostului lider irakian, Saddam Hussein în centrul Bagdadului.
- 2005: În Marea Britanie, ls  Windsor's Guildhall, Prințul de Wales se căsătorește cu Camilla Parker Bowles printr-o ceremonie civilă.
- 2009: La Tbilisi, Georgia, peste 60.000 de oameni protestează împotriva guvernului lui Miheil Saakașvili.
- 2019: Ceremonia de deschidere a Campionatelor Europene de Lupte de la București, după 40 de ani de la ultima ediție a  Campionatelor Europene găzduite de România.

## Nașteri
- 1283: Regina Margareta I a Scoției (d. 1290)
- 1757: Wojciech Bogusławski, actor, regizor, cântăreț de operă polonez (d. 1829)
- 1806: Isambard Kingdom Brunel, inginer englez, membru al Royal Society (d. 1859)
- 1821: Charles Baudelaire, poet francez (d. 1867)
- 1830: Eadweard Muybridge, fotograf englezo-american (d. 1904)
- 1835: Leopold al II-lea al Belgiei (d. 1909)
- 1855: Joseph Hellmesberger jr., compozitor, violonist și dirijor austriac (d. 1907)
- 1858: Zdenka Braunerová, pictoriță cehă (d. 1934)

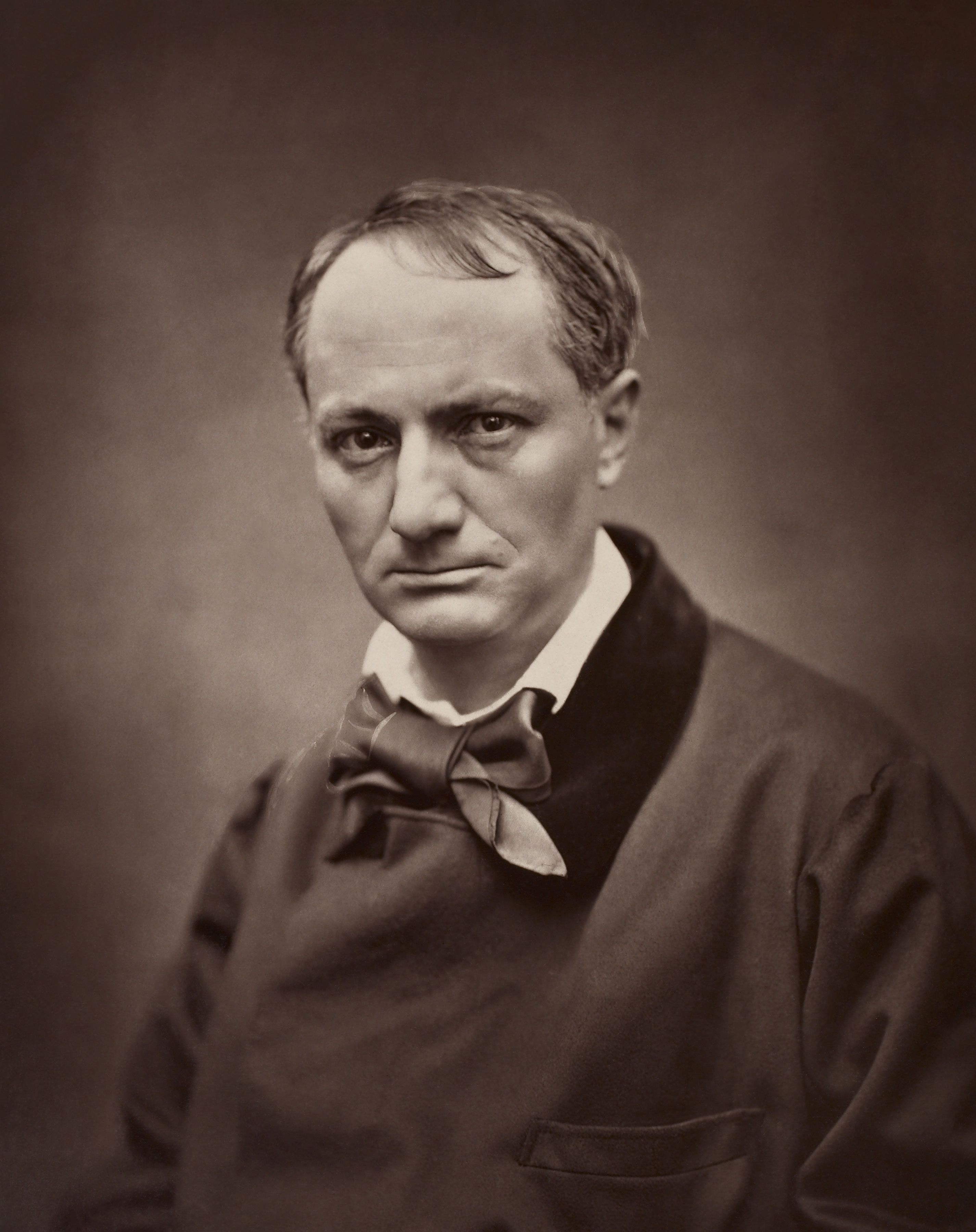
Charles Baudelaire, poet francez
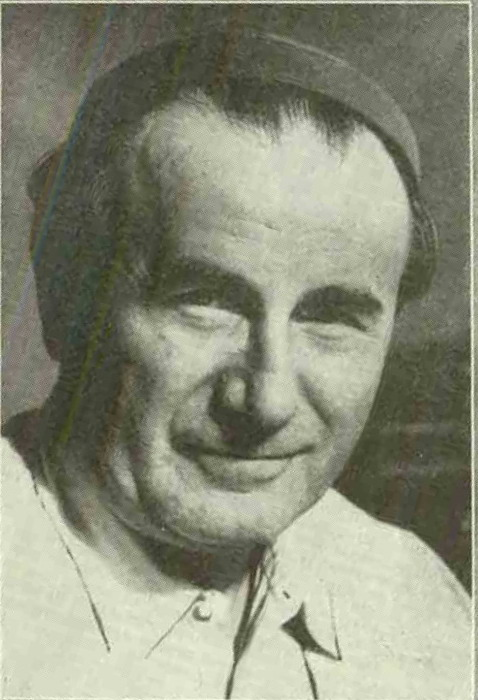
Camil Petrescu, scriitor român
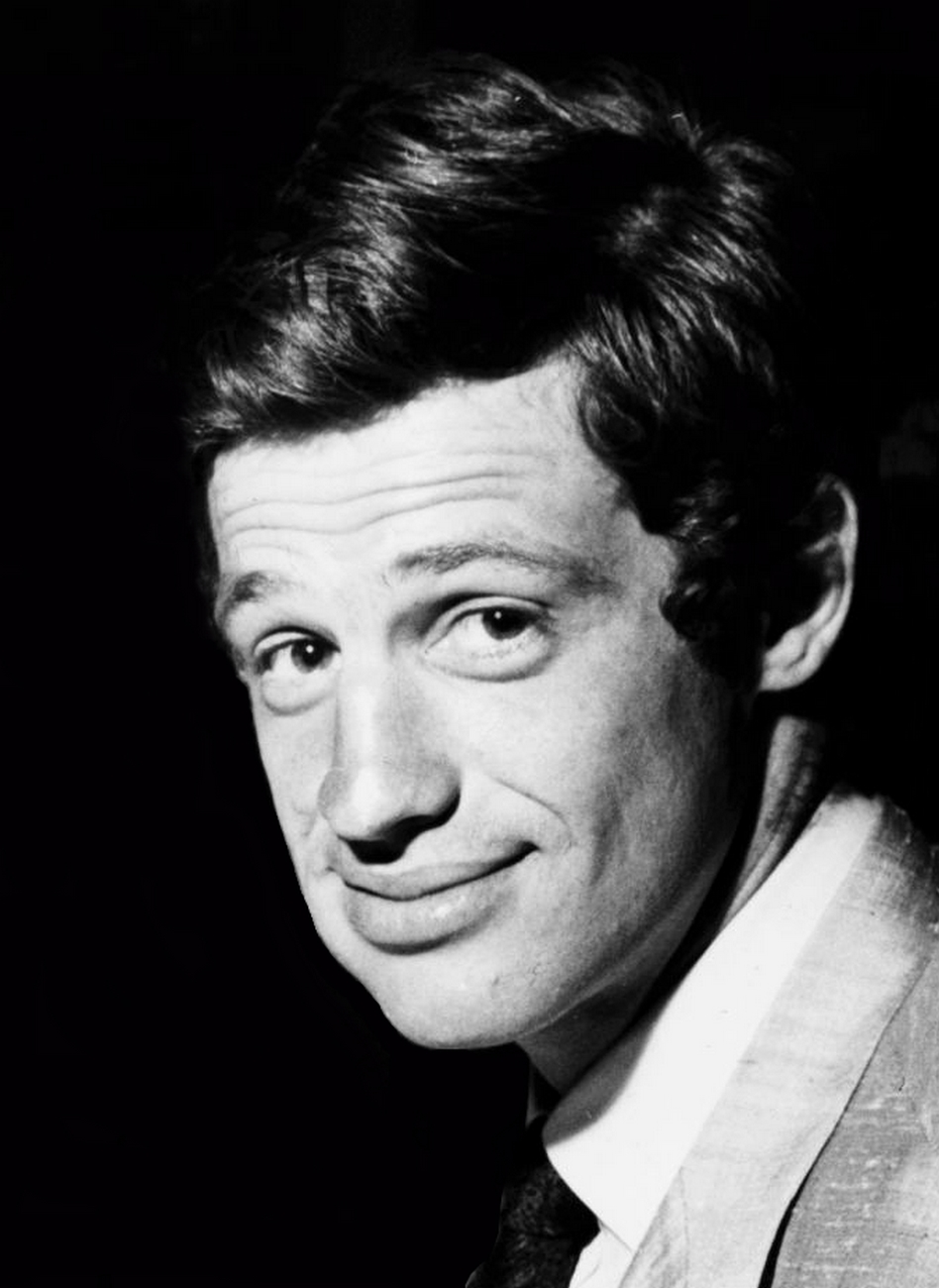
Jean-Paul Belmondo, actor francez

- 1859: Alexandru Bădărău, politician și publicist român (d. 1927)
- 1865: Erich Ludendorff, ofițer în armata germană  (d. 1937)
- 1872: Léon Blum, politician, prim-ministru al Franței (d. 1950)
- 1873: Julio Vila y Prades, pictor spaniol (d. 1930)
- 1874: Fermín Arango, pictor spaniol (d. 1962)
- 1882: Frederic Francisc al IV-lea, Mare Duce de Mecklenburg (d. 1946)
- 1888: Albert Ziegler, pilot sas, pionier al aviației (d. 1946)
- 1894: Camil Petrescu, scriitor român (d. 1957)
- 1903: Ward Bond, actor american (d. 1960)
- 1908: Victor Vasarely (Vásárhelyi), pictor maghiar stabilit la Paris (d. 1997)
- 1918: Jørn Utzon, arhitect danez (d. 2008)
- 1924: Francisc Munteanu, scriitor, regizor, scenarist de film român (d. 1993)
- 1926: Hugh Hefner, fondatorul revistei Playboy (d. 2017)
- 1931: Myriam Marbé, pianistă română (d. 1997)
- 1933: Jean-Paul Belmondo, actor francez (d. 2021)
- 1933: Laurențiu Moldovan, pilot român de raliuri (d. 2008)
- 1938: Viktor Cernomîrdin, om politic rus, prim-ministru al Federației Ruse (d. 2010)
- 1941: Ingo Glass, sculptor și scriitor german, originar din România (d. 2022)
- 1941: Mihai Ielenicz, geograf și geomorfolog român (d. 2017)
- 1946: Ioan Sdrobiș, antrenor român de fotbal
- 1949: Gheorghe Dănilă, actor român de teatru și film (d. 2021)
- 1950: Cassian Maria Spiridon, poet și eseist român
- 1954: Dennis Quaid, actor american

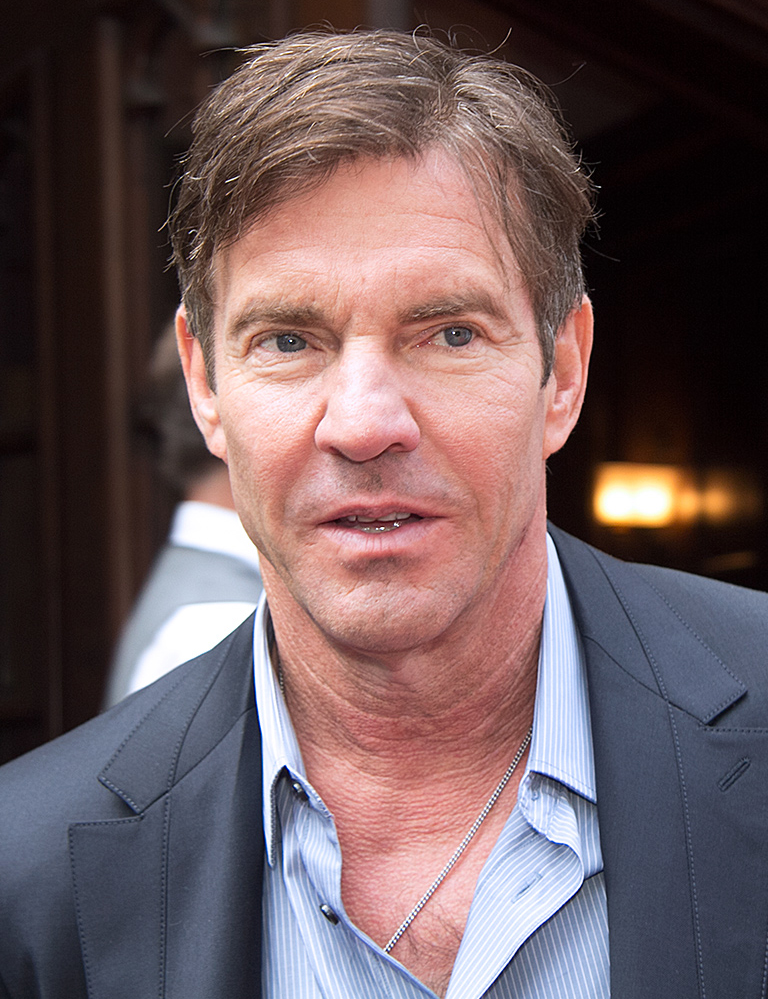
Dennis Quaid, actor american
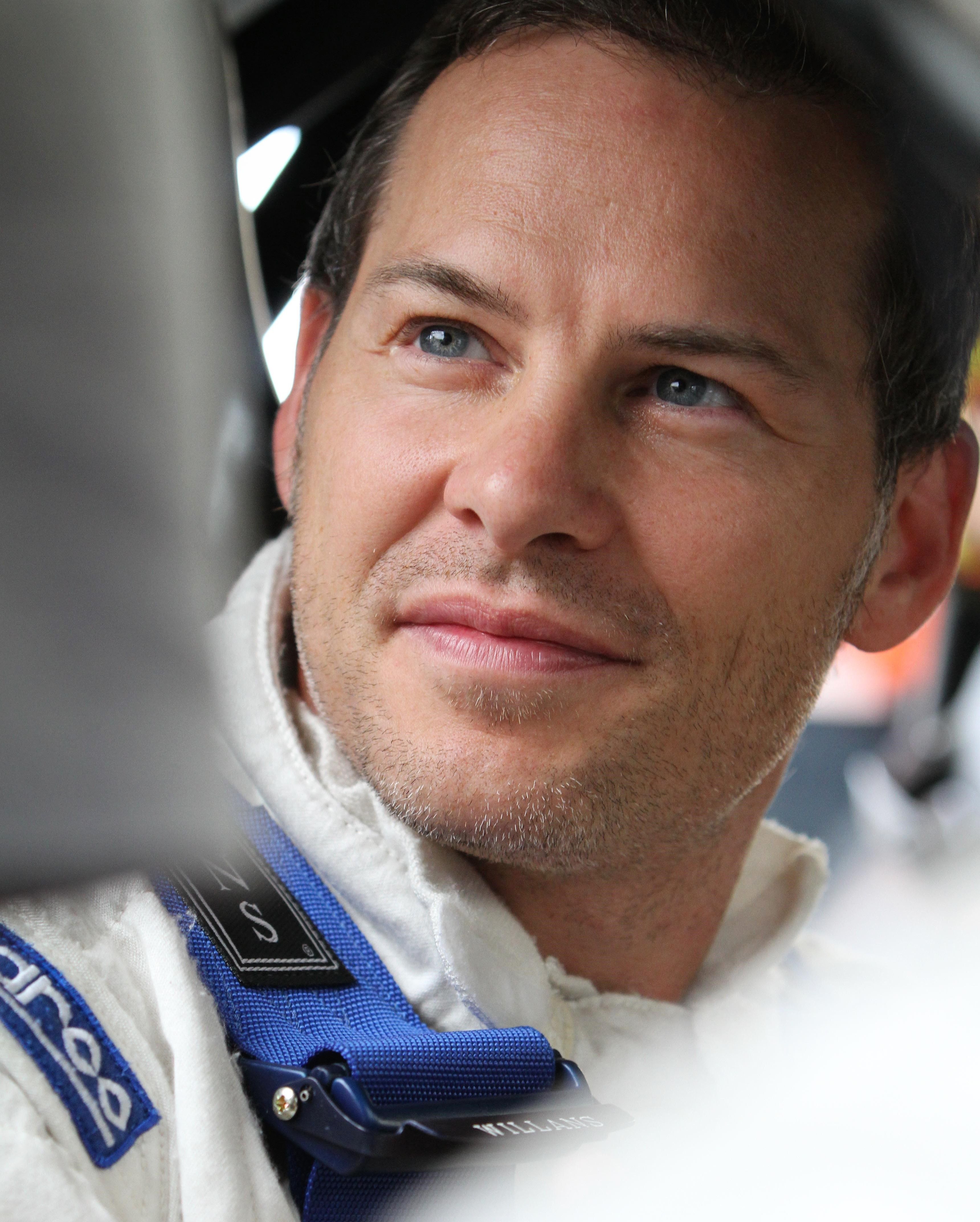
Jacques Villeneuve, pilot profesionist canadian
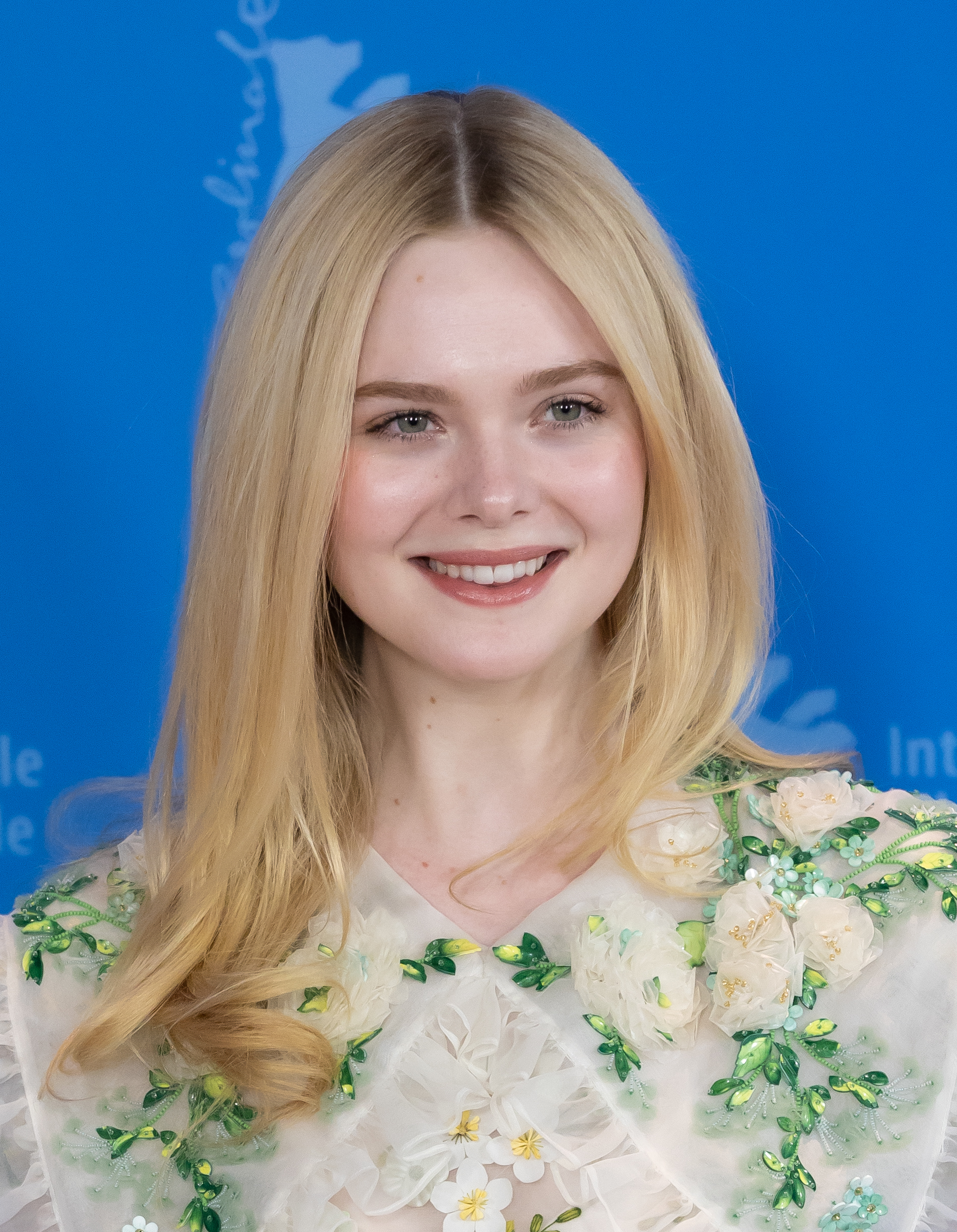
Elle Fanning, actriță americană

- 1957: Philippe Riboud, scrimer francez
- 1962: Mircea Rednic, fotbalist și antrenor român
- 1969: Giovanni Allevi, pianist și compozitor italian
- 1971: Jacques Villeneuve, pilot profesionist de curse canadian
- 1973: Dan Șova, om politic român
- 1974: Jenna Jameson, actriță porno și antreprenoare americană
- 1975: Robbie Fowler, fotbalist englez
- 1975: Terasa Livingstone, actriță australiană de teatru, film și televiziune
- 1978: Cristina Stahl, scrimeră română
- 1980: Lee Yo Won, actriță din Coreea de Sud
- 1981: Nebojša Pavlović, fotbalist sârb
- 1983: Adrian Sălăgeanu, fotbalist român
- 1985: Antonio Nocerino, fotbalist italian
- 1986: Leighton Meester, actriță, manechin și cântăreață americană
- 1987: Blaise Matuidi, fotbalist francez
- 1990: Kristen Stewart, actriță americană
- 1996: Jovana Kovačević, handbalistă sârbă
- 1998: Elle Fanning, actriță americană

## Decese
- 0715: Papa Constantin
- 1024: Papa Benedict al VIII-lea
- 1248: Ugo I de Blois
- 1483: Eduard al IV-lea al Angliei, rege (n. 1442)
- 1492: Lorenzo de Medici (Magnificul), cărturar florentin, senior al orașului Florența (n. 1449)

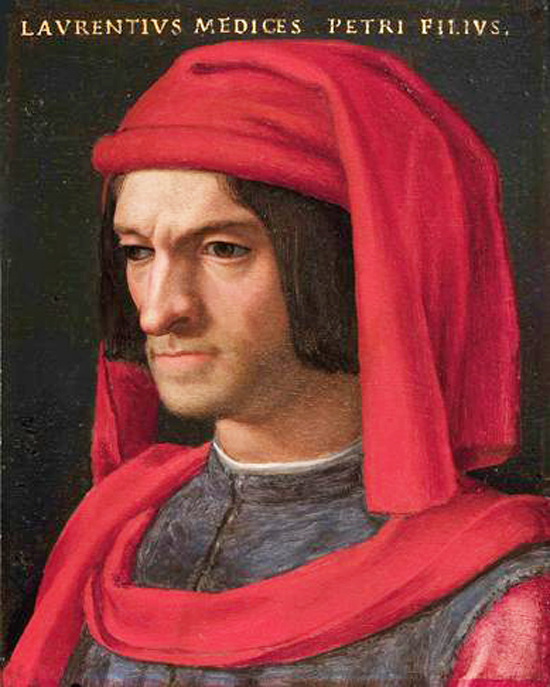
Lorenzo de Medici, conducător al Republicii Florentine
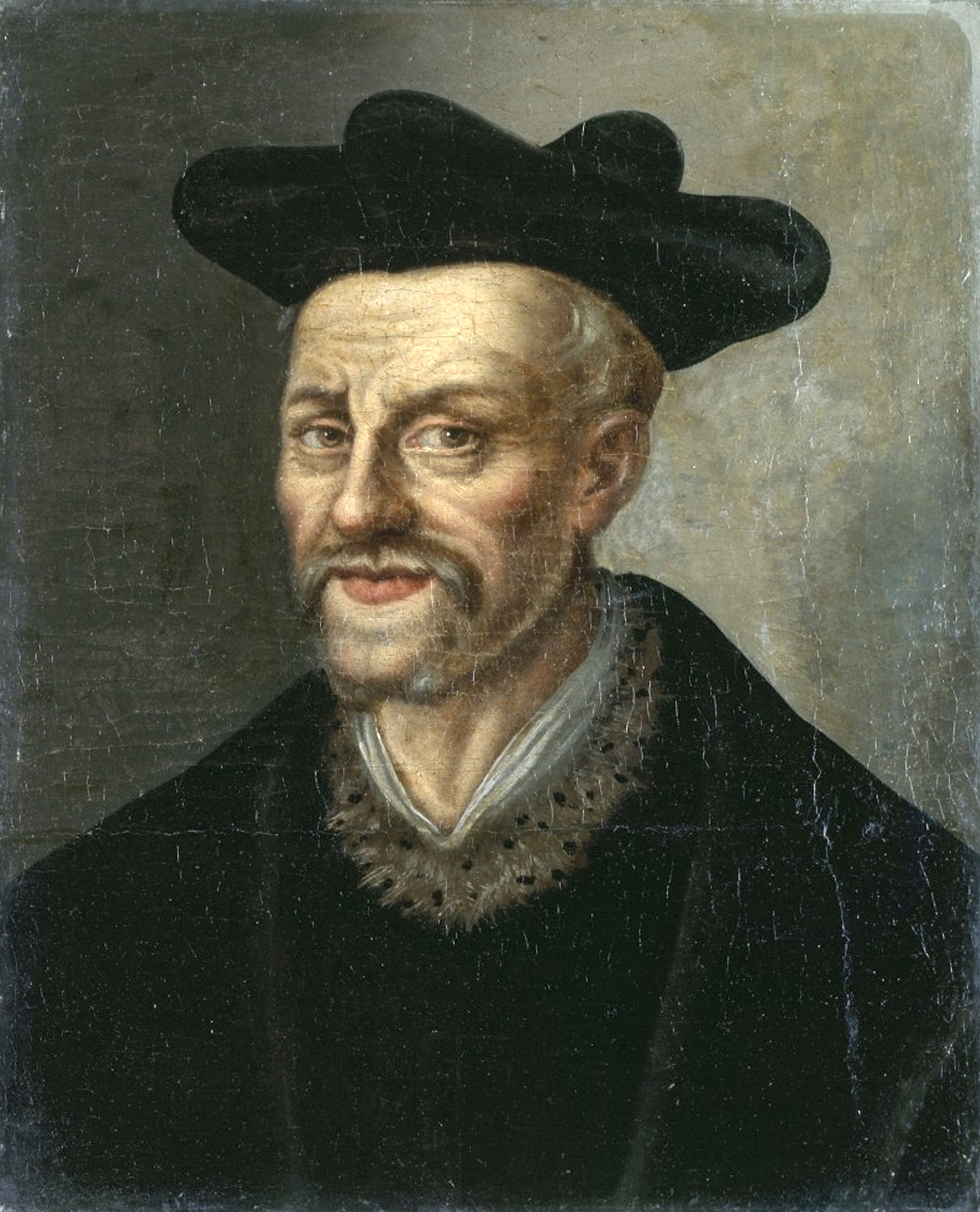
François Rabelais, scriitor renascentist francez
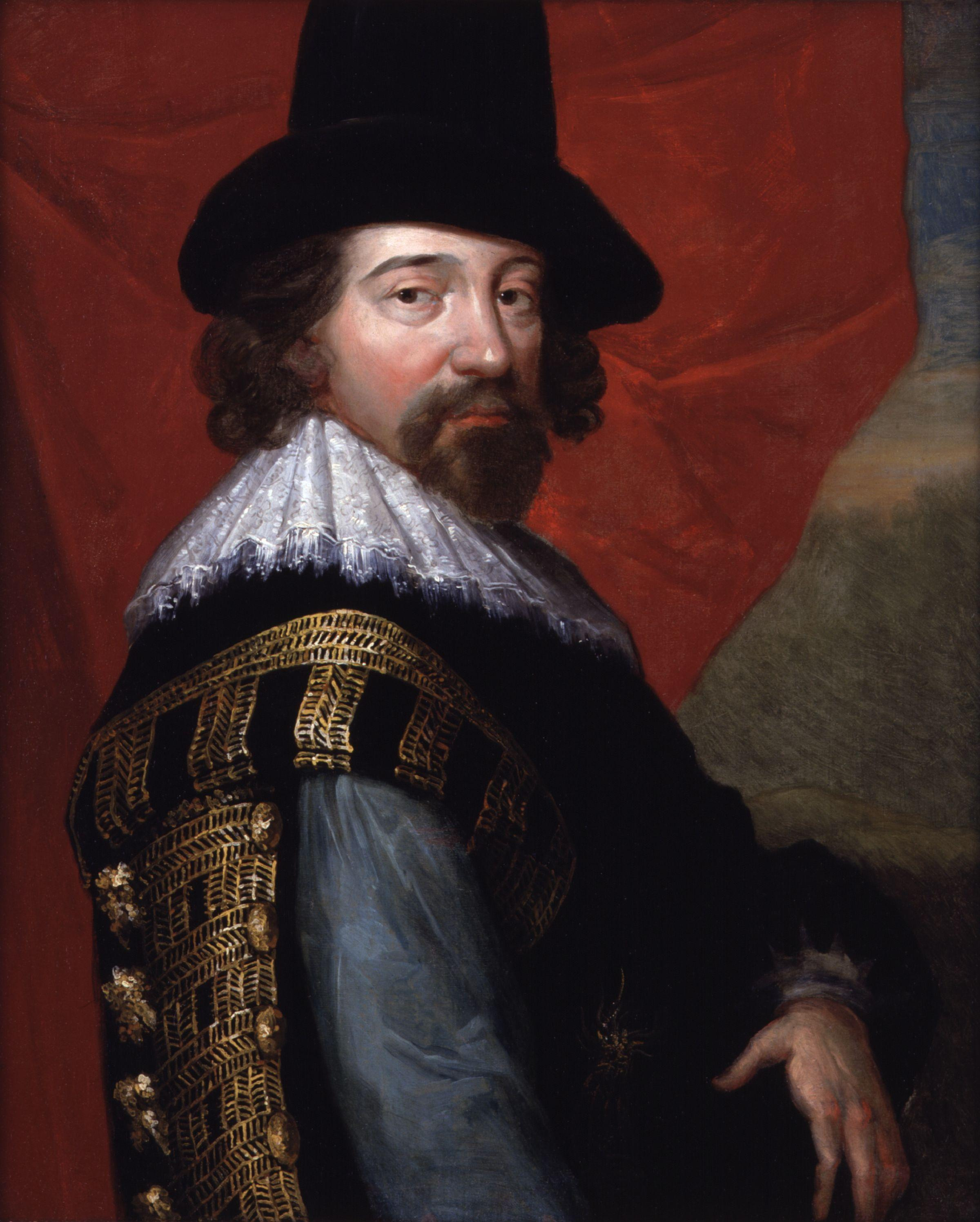
Francis Bacon, filosof, eseist englez

- 1553: François Rabelais, scriitor renascentist francez (n. 1494)
- 1557: Mikael Agricola, scriitor umanist finlandez (n. 1510)
- 1626: Francis Bacon, filosof, eseist englez (n. 1561)
- 1754: Christian von Wolff, filosof german (n. 1679)
- 1765: Marie Louise de Hesse-Kassel, Prințesă consort de Orania (n. 1688)
- 1796: Frederic Albert, Prinț de Anhalt-Bernburg (n. 1735)
- 1803: Samuel von Brukenthal, guvernator al Transilvaniei (n. 1721)
- 1806: Willem al V-lea, Prinț de Orania (n. 1748)
- 1857: Antonio María Esquivel, pictor spaniol (n. 1806)
- 1858: Joseph Karl Stieler, pictor german, pictor de curte al regilor bavarezi (n. 1781)
- 1874: Prințesa Maria, singurul copil al Regelui Carol I al României și al Reginei Elisabeta (n. 1870)
- 1882: Dante Gabriel Rossetti, poet englez (n. 1828)
- 1889: Michel Eugène Chevreul, chimist francez (n. 1786)

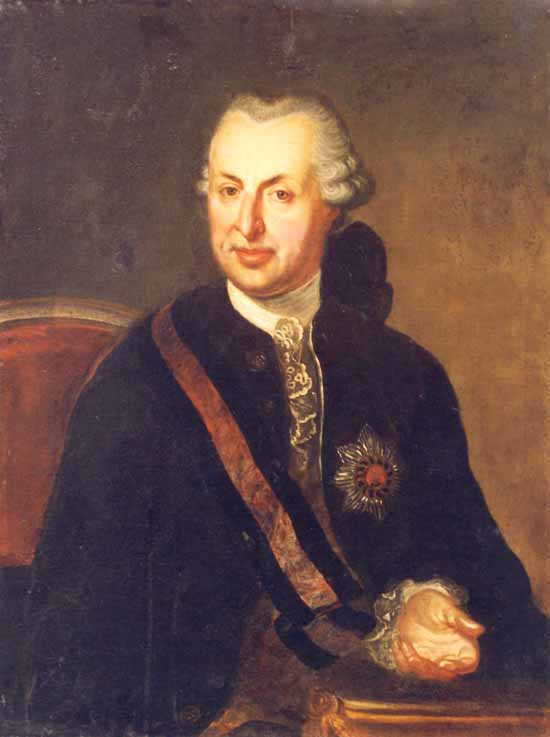
Samuel von Brukenthal, guvernator al Transilvaniei
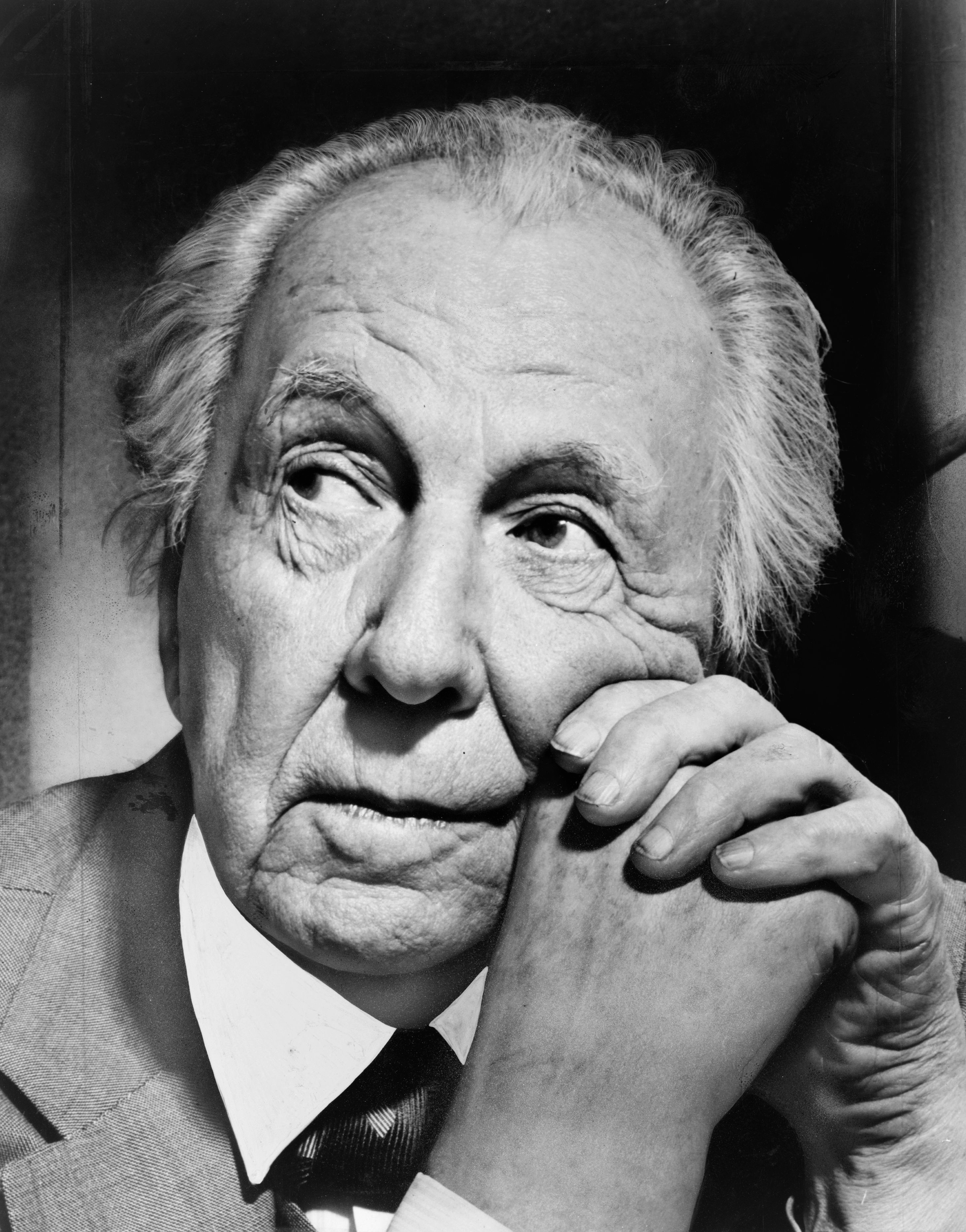
Frank Lloyd Wright, arhitect american
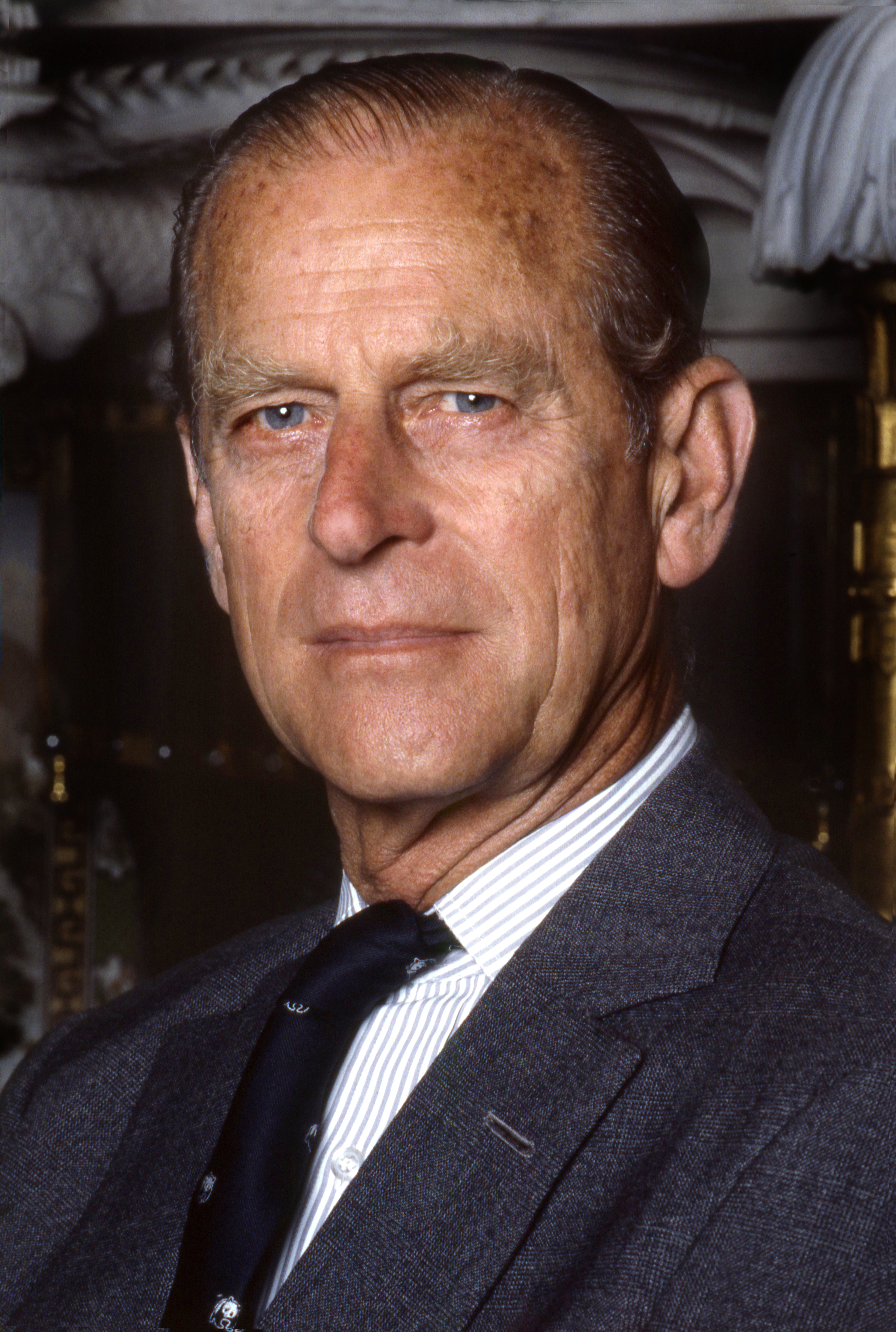
Prințul Philip, Duce de Edinburgh

- 1914: Antonina De Gerando, educatoare franceză stabilită la Cluj (n. 1845)
- 1934: Oskar von Miller, inginer german (n. 1855)
- 1945: Dietrich Bonhoeffer, pastor luteran, membru al rezistenței germane (n. 1906)
- 1959: Frank Lloyd Wright, arhitect american (n. 1867)
- 1961: Alexandru Kirițescu, dramaturg și traducător român (n. 1888)
- 1994: Paul Păun, artist și poet suprarealist român (n. 1915)
- 2004: Florian Anastasiu, arheolog român (n. 1929)
- 2007: Dumitru Pârvulescu, luptător român (n. 1933)
- 2015: Constantin Drăghici, solist vocal, compozitor și orchestrator român (n. 1932)
- 2018: Dewey Martin, actor american (n. 1923)
- 1952: Tom Bruce, înotător american (d. 2020)
- 2020: Tom Bruce, înotător american (n. 1952)
- 2021: DMX (n. Earl Simmons), rapper și actor american (n. 1970)
- 2021: Prințul Philip, Duce de Edinburgh, soțul reginei Elisabeta a II-a (n. 1921)

## Sărbători
- În calendarul creștin-ortodox: Sf. Mc. Eupsihie din Cezareea; Sf. Cuv. Vadim, arhimandritul
- În calendarul romano-catolic: Konrad de Salzburg (d. 1147)
- În calendarul luteran și anglican: Dietrich Bonhoeffer (d. 1945)
- Finlanda: ziua limbii finlandeze